# 김종삼
김종삼(金宗三, 1921년 ~ 1984년)은 대한민국의 시인이다. 

## 생애
황해도 은율에서 태어나 일본 도요시마 상업학교를 졸업했다. 1951년 시 <돌각담>을 발표한 후 시작에 전념. 1957년 김광림 등과의 3인 시집 <전쟁과 음악과 희망과>를 발간했다. 이후 초기의 <현대시> 동인으로 활약했으며 <종 달린 자전거>, <시사회>, <다리 밑>, <원색(原色)> 등을 발표했으며, 1968년 문덕수(文德守)·김광림과의 3인 연대시집 <본적지(本籍地)>, 이듬해 첫 개인시집 <십이음계(十二音階)>를 간행했다. 그의 시는 대체로 동안(童眼)으로 보는 순수세계와 현대인의 절망의식을 상징하는 절박한 세계로 나눠볼 수 있으며 고도의 비약에 의한 어구의 연결과 시어가 울리는 음향의 효과를 살린 순수시들이다. 1971년 현대시학상, 1983년 대한민국문학상 우수상을 수상했다. 시집으로 <북치는 소년> <누군가 나에게 물었다> 등이 있다. 

## 참고 문헌
[[분류:20세기 시인[]